# Secció de rugbi del Futbol Club Barcelona
La Secció de rugbi del Futbol Club Barcelona és un equip de rugbi 15 fundat el 21 de setembre de 1924, que actualment competeix en la Divisió d'Honor espanyola.

## Història
L'equip es va fundar el 21 de setembre de 1924, obra dels directius Massana i Cusell, tot i que en 1902, alguns socis del club hi havien disputat partits amb el seu nom. Abans de la Guerra Civil el club havia aconseguit tres campionats d'Espanya i set de Catalunya. Durant els anys 40 i 50 continuà essent el principal club de l'estat amb molts Campionats d'Espanya i de Catalunya i amb les dues primeres Lligues espanyoles que es disputaren el 1953 i 1954. Des dels anys seixanta el club patí una davallada, mantenint-se en un segon nivell dins del rugbi català i espanyol, fins a l'actualitat on s'albira un futur prometedor amb un equip jove i amb molta qualitat.
Durant les temporades 2006/07 i 2007/08 la secció de rugbi torna a tenir el seu primer equip sènior a la divisió d'honor del rugbi estatal, però la possessió de la plaça estava condicionada a mantenir la categoria. Al baixar a divisió d'honor 'B' la temporada 2007/08, el club perd la plaça cedida pel BUC i torna a disputar la lliga de primera nacional. Però una temporada més tard, en concret en la 2008/09, s'aconsegueix de nou l'ascens a divisió d'honor "B", després d'una gran campanya al grup C de la 1a nacional i d'una magnífica fase de promoció d'ascens, contra rivals tant qualificats com el Zarautz RT (Euskadi) i el CD Hercesa (Madrid). L'any 2018 en un emocionant i intens partit disputat amb la Santboiana guanya per un resultat de 21 a 17 la primera edició de la Supercopa de Catalunya de rugbi.

## Palmarès

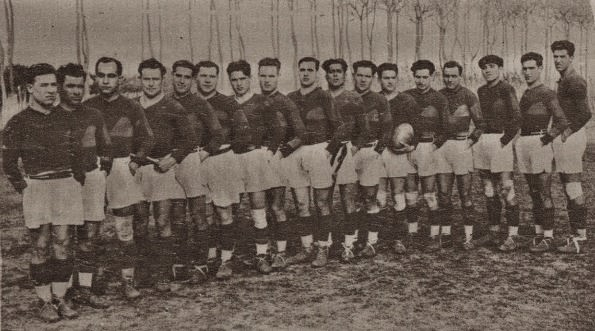
Equip guanyador del Campionat de Catalunya de 1929

### Títols estatals (19)
- 2 Lligues espanyoles: 1952-53, 1953-54
- 16 Copes espanyoles: 1925-26, 1929-30, 1931-32, 1941-42, 1943-44, 1944-45, 1945-46, 1949-50, 1950-51, 1951-52, 1952-53, 1954-55, 1955-56, 1964-65, 1982-83, 1984-85
- 1 Supercopa d'Espanya: 1983 (no oficial)
- 1 Divisió d'Honor B de Rugbi: 2013-14
- 1 Primera Nacional: 1982-83

### Títols internacionals (2)
- 1 Copa Pirineus de rugbi: 1967
- 1 Copa Ibèrica: 1970

### Títols nacionals (28)
- 20 Campionats de Catalunya: 1926, 1927, 1928, 1929, 1930, 1932, 1936, 1942, 1946, 1947, 1948, 1949, 1950, 1951, 1952, 1953, 1955, 1968, 1969, 1995, 2016, 2019.
- 4 Copes Catalanes: 1982, 2003, 2008, 2017
- 2 Lligues de Clubs de Llevant: 1982, 1983
- 2 Supercopes Catalanes: 2018, 2022

### Títols en categoríes inferiors (8)
- 1 Campionat d'Espanya juvenil: 2003
- 1 Campionat de Catalunya de 2ª: 1967
- 2 Campionats de Catalunya juvenil: 2000, 2006
- 4 Copes Catalanes juvenil: 2000, 2002, 2003, 2004

## Jugadors destacats
Abans de 1960
- Antoni Altisench (FCB)
- Francesc Sardà (FCB)
- Gregori Tarramera (FCB)
- Miquel Puigdevall (FCB)
- Lluís Cabot (FCB - Maquinista)
- Eduard Ruiz (FCB)
- Josep Ruiz (FCB)
- Miquel Ruiz (FCB)
- Miquel Blanquet (FCB)
- Martí Corominas (FCB)
- Jordi Juan (FCB)
- A. Gabriel Rocabert (FCB)
- Adrià Rodó (FCB)
- Ramon Rabassa (FCB)
- Fernando Anell (FCB)
- Joan Rovira (FCB)
- Esteve Blanch (FCB)
- Recared Garreta (FCB, RD Espanyol, C.N. Montjuic)

Entre 1960 i 1975
- Joan Recasens (FCB)
- Joan Blanch (FCB)
- Josep Blanch (FCB)
- Jordi Martínez Picornell (FCB)

Entre 1975 i 1999
- Armand Aixut (FCB)
- Enric Font (FCB)
- Manuel Moriche (FCB)
- Cardona (FCB)
- Adrià Rodó (FCB)
- Francesc Baiget (FCB)
- Enric Lobo (FCB)
- Sergi Longhney (FCB)
- Miguel Escoda (FCB)

Des del 2000
- Paco Peña (FCB)
- Camille Riu (FCB)
- Toni Lucas (FCB)
- Rafel Vela (FCB)
- Cristian Carci (FCB)
- Maxime Troquereau (FCB)
- Andrés Martinez Delgado (FCB)
- José Luís Nart (FCB)
- Gorka Etxeberria (FCB)